# جوزيف دي باسكوالي (عازف كمان)
جوزيف دي باسكوالي (بالإنجليزية: Joseph de Pasquale)‏ هو عازف كمان ‏ أمريكي، ولد في 14 أكتوبر 1919 في فيلادلفيا في الولايات المتحدة، وتوفي بنفس المكان في 22 يونيو 2015.

## وصلات خارجية
- جوزيف دي باسكوالي على موقع ميوزك برينز (الإنجليزية)
- جوزيف دي باسكوالي على موقع ديسكوغز (الإنجليزية)